# Стефан Митрович (футболіст)
Стефан Митрович (серб. Stefan Mitrović / Стефан Митровић, нар. 22 травня 1990, Белград) — сербський футболіст, захисник бельгійського клубу «Гент».
Виступав, зокрема, за клуби «Фрайбург», «Страсбур» та «Хетафе», а також національну збірну Сербії.

## Клубна кар'єра
Народився 22 травня 1990 року в місті Белград. Вихованець місцевих юнацьких команд футбольних клубів «Рад» та «Црвена Звезда», втім у дорослому футболі дебютував за кордоном виступами за словацьку команду «Петржалка». 27 лютого 2010 року дебютував у Першій лізі Словаччини у виїзній грі проти «Кошиць» (0:1) і загалом до кінця сезону взяв участь у 9 матчах чемпіонату.
Влітку 2010 року Митрович перебрався в чеську «Збройовку», за яку дебютував 25 лютого 2011 року у виїзній грі проти празької «Славії» (1:1). Наприкінці сезону разом із «Збройовкою» він вилетів до другого дивізіону, після чого повернувся на батьківщину. В липні 2011 року Митрович був на перегляд у «Партизані», однак тодішній тренер сербських чемпіонів Александар Станоєвич не був вражений, тому футболіст підписав контракт з мент іменитим місцевим клубом «Металац». У цій команді дебютував 17 вересня 2011 року в гостьовій грі проти «Смедерево» (0:1) і за підсумками сезону 2011/12 він опустився до Першої ліги разом із «Металацем».
9 червня 2012 року Митрович став футболістом бельгійського «Кортрейка». Він дебютував у бельгійській Суперлізі 4 серпня 2012 року в гостевій грі проти «Серкль Брюгге» (2:1). Всього за сезон провів 22 матчі у чемпіонаті і забив 3 голи. Своєю грою привернув увагу представників тренерського штабу португальської «Бенфіки», до складу якої приєднався 7 травня 2013 року. Пробитися в основу йому не вдалося, тому першу частину сезону Стефан провів у команді «Бенфіка Б». 15 вересня 2013 року дебютував у Сегунді в домашній грі проти «Лейшойнша» (5:1), а у січні наступного року був відданий в оренду в іспанський «Реал Вальядолід». 25 січня 2014 року він дебютував за клуб у Прімері в домашньому матчі проти «Вільярреала» (1:0). До кінця сезону 2013/14 він зіграв 16 ігор чемпіонату, але клуб посів передостаннє 19 місце і вилетів до Сегунди.
16 липня 2014 року Митрович перейшов у німецький «Фрайбург». Дебютував у Бундеслізі 4 жовтня 2014 року у виїзному матчі з «Вердером», втім і у цій команді основним гравцем не був, зігравши у сезоні 2014/15 лише 14 ігор чемпіонату, а «Фрайбург» вилетів до Другої Бундесліги.
Після невдалого сезону у «Фрайбурзі» серб повернувся до Бельгії в однорічну оренду до чемпіона країни, клубу «Гент», з можливістю викупу його контракту наступного літа. У березні 2016 року «Гент» викупив контракт гравця і Митрович загалом провів у цій команді три роки своєї кар'єри гравця. Більшість часу, проведеного у складі «Гента», був основним гравцем захисту команди.
У липні 2018 року Митрович перейшов у французький «Страсбур». 12 серпня 2018 року дебютував у Лізі 1 у виїзній грі проти «Бордо» (2:0). З цим клубом у березні наступного року серб виграв Кубок французької ліги. Всього Митрович провів три сезони в «Страсбурі», зіграв загалом у 89 іграх вищої ліги Франції і тривалий час був капітаном команди.
У липні 2021 року підписав трирічний контракт з іспанським «Хетафе». Станом на 5 серпня 2022 року відіграв за клуб з Хетафе 32 матчі в національному чемпіонаті.

## Виступи за збірну
1 червня 2014 року дебютував в офіційних матчах у складі національної збірної Сербії в матчі проти Панами (1:1) в рамках турне по США.
14 жовтня 2014 року став відомим під час відбіркового матчу на чемпіонат Європи 2016 року проти Албанії, коли схопив дрон із прапором Великої Албанії, що завис над полем, і хотів винести його з поля, через що на нього напали албанські гравці. У відповідь на це розлючені сербські вболівальники увірвалися на поле, змусивши гравців тікати до роздягальні. Гру було перервано і серби отримали технічну поразку 0:3.
| Дата       | Місто      | Господарі   | Результат               | Гості       | Турнір                               | Голи | Примітки  |
| ---------- | ---------- | ----------- | ----------------------- | ----------- | ------------------------------------ | ---- | --------- |
| 31-5-2014  | Бриджв'ю   | Панама      | 1 – 1                   | Сербія      | товариський матч                     | -    |           |
| 7-9-2014   | Белград    | Сербія      | 1 – 1                   | Франція     | товариський матч                     | -    |           |
| 11-10-2014 | Єреван     | Вірменія    | 1 – 1                   | Сербія      | Відбір до ЧЄ 2016                    | -    |           |
| 14-10-2014 | Белград    | Сербія      | 0 – 3                   | Албанія     | Відбір до ЧЄ 2016                    | -    |           |
| 14-11-2014 | Белград    | Сербія      | 1 – 3                   | Данія       | Відбір до ЧЄ 2016                    | -    |           |
| 18-11-2014 | Ханья      | Греція      | 0 – 2                   | Сербія      | товариський матч                     | -    | 88'       |
| 8-10-2015  | Ельбасан   | Албанія     | 0 – 2                   | Сербія      | Відбір до ЧЄ 2016                    | -    |           |
| 11-10-2015 | Белград    | Сербія      | 1 – 2                   | Португалія  | Відбір до ЧЄ 2016                    | -    |           |
| 6-10-2016  | Кишинів    | Молдова     | 0 – 3                   | Сербія      | Відбір до ЧС 2018                    | -    | 70' 90+3' |
| 9-10-2016  | Белград    | Сербія      | 3 – 2                   | Австрія     | Відбір до ЧС 2018                    | -    |           |
| 15-11-2016 | Харків     | Україна     | 2 – 0                   | Сербія      | товариський матч                     | -    |           |
| 5-9-2017   | Дублін     | Ірландія    | 0 – 1                   | Сербія      | Відбір до ЧС 2018                    | -    |           |
| 6-10-2017  | Відень     | Австрія     | 3 – 2                   | Сербія      | Відбір до ЧС 2018                    | -    |           |
| 20-3-2019  | Вольфсбург | Німеччина   | 1 – 1                   | Сербія      | товариський матч                     | -    | 80'       |
| 10-10-2019 | Крушеваць  | Сербія      | 1 – 0                   | Парагвай    | товариський матч                     | -    |           |
| 6-9-2020   | Белград    | Сербія      | 0 – 0                   | Туреччина   | Ліга націй УЄФА 2020-2021 - 1-й етап | -    | 61'       |
| 8-10-2020  | Осло       | Норвегія    | 1 – 2 д.ч.              | Сербія      | Відбір до ЧЄ 2020                    | -    |           |
| 11-10-2020 | Белград    | Сербія      | 0 – 1                   | Угорщина    | Ліга націй УЄФА 2020-2021 - 1-й етап | -    |           |
| 14-10-2020 | Стамбул    | Туреччина   | 2 – 2                   | Сербія      | Ліга націй УЄФА 2020-2021 - 1-й етап | -    | 16' 75'   |
| 12-11-2020 | Белград    | Сербія      | 1 – 1 д.ч. (4 – 5 п.п.) | Шотландія   | Відбір до ЧЄ 2020                    | -    | 108'      |
| 18-11-2020 | Белград    | Сербія      | 5 – 0                   | Росія       | Ліга націй УЄФА 2020-2021 - 1-й етап | -    | 90'       |
| 24-3-2021  | Белград    | Сербія      | 3 – 2                   | Ірландія    | Відбір до ЧС 2022                    | -    |           |
| 27-3-2021  | Белград    | Сербія      | 2 – 2                   | Португалія  | Відбір до ЧС 2022                    | -    |           |
| 30-3-2021  | Баку       | Азербайджан | 1 – 2                   | Сербія      | Відбір до ЧС 2022                    | -    |           |
| 6-6-2021   | Мікі       | Сербія      | 1 – 1                   | Ямайка      | товариський матч                     | -    | кап.      |
| 11-6-2021  | Кобе       | Японія      | 1 – 0                   | Сербія      | товариський матч                     | -    | кап. 72'  |
| 12-10-2021 | Белград    | Сербія      | 3 – 1                   | Азербайджан | Відбір до ЧС 2022                    | -    |           |
| 11-11-2021 | Белград    | Сербія      | 4 – 0                   | Катар       | товариський матч                     | -    | кап.      |
| 24-3-2022  | Будапешт   | Угорщина    | 0 – 1                   | Сербія      | товариський матч                     | -    | 55'       |
| 29-3-2022  | Копенгаген | Данія       | 3 – 0                   | Сербія      | товариський матч                     | -    | 73'       |
| 5-6-2022   | Белград    | Сербія      | 4 – 1                   | Словенія    | Ліга націй УЄФА 2022-2023 - 1-й етап | -    |           |
| 9-6-2022   | Стокгольм  | Швеція      | 0 – 1                   | Сербія      | Ліга націй УЄФА 2022-2023 - 1-й етап | -    | 77'       |
| 24-9-2022  | Белград    | Сербія      | 4 – 1                   | Швеція      | Ліга націй УЄФА 2022-2023 - 1-й етап | -    |           |
| 27-9-2022  | Осло       | Норвегія    | 0 – 2                   | Сербія      | Ліга націй УЄФА 2022-2023 - 1-й етап | -    |           |
| 18-11-2022 | Арад       | Бахрейн     | 1 – 5                   | Сербія      | товариський матч                     | -    | 46'       |
| 28-11-2022 | Ель-Вакра  | Камерун     | 3 – 3                   | Сербія      | ЧС 2022 - груповий етап              | -    | 56'       |
| Усього     |            | Матчів      | 36                      |             | Голів                                | 0    |           |

## Титули і досягнення
- Володар Кубка французької ліги (1):

«Страсбур»: 2018/19